# Sven Thofelt
Sven Alfred Thofelt , född 19 maj 1904 i Stockholm, död 1 februari 1993 i Djursholm, var en svensk militär (överste av 1:a graden) och idrottsman som fäktare och modern femkampare. Vid olympiska sommarspelen 1928 i Amsterdam vann han OS-guld i modern femkamp. 1936 i Berlin var han med i svenska värjlaget som tog silvermedaljen. Thofelt var aktiv i föreningarna A 1 IF (modern femkamp) och Föreningen för fäktkonstens främjande (FFF) (fäktning), bägge i Stockholm. Under åren 1960–1988 var han ordförande i skidskytteorganisationen Union International de Pentathlon Moderne et Biathlon (UIPMB).

## Biografi

### Militär karriär
Thofelt blev fänrik vid Svea artilleriregemente (A 1) 1924 och genomgick Artilleri- och ingenjörhögskolans allmänna kurs 1926–1928 och högre kurs 1928–1930. Han blev löjtnant vid Svea artilleriregemente (A 1) 1928, kapten vid Fälttygkåren 1937 och vid Göta artilleriregemente (A 2) 1938. Thofelt var lärare vid Krigsskolan 1938–1943 och blev major vid Karlsborgs luftvärnsregemente (Lv 1) 1943 samt vid Stockholms luftvärnsregemente (Lv 3) 1944.
Han blev major vid Luleå luftvärnskår (Lv 7) 1948, befordrades till överstelöjtnant 1949 och var överste och chef för Luftvärnsskjutskolan 1954–1955. Thofelt genomgick Försvarshögskolan 1954, var chef för Östgöta luftvärnsregemente (Lv 2) 1955–1957 och luftvärnsinspektör 1957–1964. Han var adjutant hos prins Gustaf Adolf 1938–1947 och hos kung Gustaf V 1948–1950.

### Idrottskarriär
Thofelt blev svensk mästare i modern femkamp 1927, 1928, 1929, 1930, 1931 och 1934 och vann en individuell seger i en landskamp Sverige-Tyskland i samma sport i Wünsdorf 1927. Han tog olympiskt guld i modern femkamp vid OS i Amsterdam 1928 och vann en individuell seger i en landskamp Sverige-Tyskland-Finland-Polen i Stockholm 1930 samt i internationell femkamp i Stockholm 1934. Thofelt blev svensk mästare i värjfäktning 1934, 1937, 1942 och 1945. Han tog en olympiskt silver i värjfäktning lag vid olympiska spelen i Berlin 1936 och en bronsmedalj i värjfäktning lag vid olympiska spelen i London 1948.

### Övriga uppdrag
Thofelt var ordförande i Stockholms Studenters IF 1937–1948, Sveriges militära idrottsförbunds ledare för modern femkamp 1936–1948 och ordförande i dess verkställande utskott 1961–1964 samt var generalsekreterare 1965–1983. Han var ledamot det verkställande utskottet i Sveriges Olympiska Kommitté, ordförande för dess arbetsutskott 1969–1976 och hedersledamot från 1976. Thofelt var sekreterare i Union International de Pentathlon Moderne et Biathlon 1948–1959, president 1960–1988, styrelseledamot av Association Générale des Fédérations Internationales de Sports 1970–1986, ordförande i Militärsällskapet 1963–1968, Svenska Fäktförbundet 1968-1986 och i föreningen Riksidrottsförbundets vänner 1973-1986. Han var medlem av Internationella olympiska kommittén 1970–1976 och var hedersledamot från 1983. Thofelt blev ledamot av Kungliga Krigsvetenskapsakademien 1956.

## Privatliv
Thofelt var son till majoren Alfred Thofelt och Vera, född Pousette. Han gifte sig 1932 med Birgit Friis (1910–2000), dotter till generallöjtnanten Torsten Friis och Lotty, född Salin. Thofelt var far till professor emeritus Lars Thofelt (född 1933), grundare av avdelningen för ekoteknik vid Mittuniversitetet i Östersund, Björn Thofelt (född 1935), världsmästare i modern femkamp 1956, konstnären och poeten Sven "Bisse" Thofelt (1939–2010) samt Hans (född 1942) och Ulla (född 1944). Thofelt avled 1993 och gravsattes på Djursholms begravningsplats.

## OS-resultat
Thofeldts OS-resultat:
- 1948 London, 3:a värja lag, bronsmedalj
- 1936 Berlin, 2:a värja lag, silvermedalj

4:a modern femkamp
- 1932 Los Angeles, 9:a värja individuellt

4:a modern femkamp
- 1928 Amsterdam, 1:a modern femkamp, guldmedalj

## Utmärkelser
Thofelts utmärkelser:
- Minnestecken med anledning av Konung Gustaf V:s 90-årsdag (GV:sJmtll)
- Minnestecken med anledning av Konung Gustaf V:s död (GV:sMt)
- Kommendör av 1. klass av Svärdsorden (KSO1kl)
- Kommendör av Chilenska förtjänsttecknet Al Mérito (KChilAM)
- Kommendör av Portugisiska Militär de Avizorden (KPMd’AO)
- Riddare av 1. klass av Finlands Vita Ros’ orden (RFinlVRO1kl)
- Riddare av Tyska örnens orden (RTyskÖO)
- Franska de l'Éducation physiques guldmedalj (Frdel’EPhGM)
- 2. klass av Finlands Olympiska förtjänstkors (FinlOlftjk2kl)
- Svenska Fäktförbundets guldmedalj (Sv fäktförb GM)
- Sveriges militära idrottsförbunds guldmedalj med och utan krans (SvmifbGM m. o. utan krans)
- Sveriges riksidrottsförbunds guldmedalj (SvrifbGM)
- Centralförbundet för befälsutbildnings silvermedalj (CFBSM)
- Stockholms luftvärnsförenings silvermedalj (Sthlms lvfören SM)
- Minnesmedalj med anledning av andra Lingiaden (1949) (LingM)